# Dziarma
Dziarma (zapis styl. DZIARMA), właśc. Agata Dziarmagowska (ur. 25 sierpnia 1997 w Ostrowcu Świętokrzyskim) – polska wokalistka, tworząca muzykę z pogranicza popu, hip-hop oraz witch house.

## Kariera muzyczna
W 2012 dała się poznać publiczności, biorąc udział w programie TVN Mam talent!. Dotarła do etapu półfinałów. Następnie uczestniczyła w przesłuchaniach do talent show X-Factor. Na castingu do programu zaprezentowała utwór Traviego McCoya i Bruno Marsa „Billionaire”, w którym zaprezentowała nie tylko talent wokalny, ale też umiejętność rapowania, co wyróżniło ją spośród innych uczestników. W kolejnym etapie programu wykonała przebój Michaela Jacksona „Billie Jean”, jednak decyzją Ewy Farnej odpadła na etapie domów jurorskich. Po udziale w programie X-Factor podpisała kontrakt z wytwórnią Warner Music Poland oraz wydała pierwszy singel „Mogę wszystko, nic nie muszę”. Kolejnym singlem był utwór „Blisko mnie”, który w 2017 osiągnął status złotej płyty.
30 maja 2015 była jedną z głównych gwiazd na Young Stars Festival w Poznaniu oraz otrzymała nagrodę Young Stars Awards w kategorii „debiut roku”. W 2015 otrzymała również nominacje do nagrody Eska Music Awards 2015 w kategorii „najlepszy radiowy debiut”. Na gali w Szczecinie zaśpiewała dwa utwory: „Lean On” i „President”.
W czerwcu 2016 wydała singel „Incomplete” oraz teledysk, który zwiastował przemianę wizerunkową piosenkarki. 9 maja 2017 wydała utwór „Kawaii”, do którego zrealizowała teledysk. Kolejny singel „Coolaid” ukazał się 12 lipca 2018. W sierpniu 2018 pojawiła się gościnnie na tracku Adiego Nowaka pt. „Placebo”, który jest trzecim singlem promującym jego album pt. Kosh. Za produkcję utworu odpowiadał barvinsky oraz duet producencki Up&Down. W grudniu 2019 ukazał się jej debiutancki minialbum V, na którym znalazło się 5 utworów.

## Dyskografia

### Albumy
| Rok  | Dane dot. albumu                                                                    | Najwyższa pozycja na liście |
| Rok  | Dane dot. albumu                                                                    | POL                         |
| ---- | ----------------------------------------------------------------------------------- | --------------------------- |
| 2021 | Dziarma - Wydany: 10 grudnia 2021 - Wytwórnia: 2020 - Formaty: CD, digital download | 13                          |

### Mixtape’y
| Rok  | Dane dot. albumu                                                                                   | Najwyższa pozycja na liście |
| Rok  | Dane dot. albumu                                                                                   | POL                         |
| ---- | -------------------------------------------------------------------------------------------------- | --------------------------- |
| 2024 | Wifey Mixtape - Wydany: 2 lutego 2024 - Wytwórnia: 2020 - Formaty: CD, digital download, streaming | 13                          |

### Minialbumy
| Rok  | Dane dot. minialbumu                                                         |
| ---- | ---------------------------------------------------------------------------- |
| 2019 | V - Wydany: 18 grudnia 2019 - Wytwórnia: 2020 - Format: CD, digital download |

### Single
| Rok  | Tytuł                                         | Najwyższa pozycja na liście | Certyfikat         | Sprzedaż       | Album         |
| Rok  | Tytuł                                         | Spotify                     | Certyfikat         | Sprzedaż       | Album         |
| ---- | --------------------------------------------- | --------------------------- | ------------------ | -------------- | ------------- |
| 2014 | „Mogę wszystko, nic nie muszę”                | –                           |                    |                | –             |
| 2014 | „Drop, drop”                                  | –                           |                    |                | –             |
| 2015 | „Blisko mnie”                                 | –                           | - POL: złota płyta | - POL: 10 000+ | –             |
| 2015 | „President”                                   | –                           |                    |                | –             |
| 2016 | „Incomplete”                                  | –                           |                    |                | –             |
| 2017 | „Kawaii”                                      | –                           |                    |                | –             |
| 2018 | „Coolaid”                                     | –                           |                    |                | –             |
| 2018 | „Drogie zabawki” (gościnnie: Malik Montana)   | –                           |                    |                | –             |
| 2019 | „Plik”                                        | 146                         |                    |                | V             |
| 2021 | „Czarny bez”                                  | 59                          |                    |                | Dziarma       |
| 2021 | „Drzazga” (gościnnie: Hodak)                  | 157                         |                    |                | Dziarma       |
| 2021 | „Bomby” (gościnnie: Szpaku)                   | 144                         |                    |                | Dziarma       |
| 2021 | „Pinokio”                                     | –                           |                    |                | Dziarma       |
| 2021 | „Cake” (gościnnie: Kizo)                      | 66                          | - POL: złota płyta | - POL: 25 000+ | Dziarma       |
| 2024 | „Wifey”                                       | –                           |                    |                | Wifey MIXTAPE |
| 2024 | „Ponad chmurami” (gościnnie: Dominika Płonka) | –                           |                    |                | Wifey MIXTAPE |
| 2024 | „Chłopaki płaczą”                             | –                           |                    |                | Wifey MIXTAPE |
| 2024 | „Śpię sama”                                   | –                           |                    |                | Wifey MIXTAPE |
| 2025 | "Kontrakt"                                    | –                           |                    |                | –             |
| 2025 | "Obsesja"                                     | –                           |                    |                | –             |

### Z gościnnym udziałem
| Rok  | Tytuł                                                      | Najwyższa pozycja na liście | Certyfikat             | Sprzedaż       | Album                   |
| Rok  | Tytuł                                                      | Spotify                     | Certyfikat             | Sprzedaż       | Album                   |
| ---- | ---------------------------------------------------------- | --------------------------- | ---------------------- | -------------- | ----------------------- |
| 2019 | „Ucieknij ze mną” (Żabson, gościnnie: Dziarma)             | 30                          |                        |                | Internaziomal           |
| 2018 | „Placebo” (Adi Nowak, gościnnie: Dziarma)                  | 26                          | - POL: platynowa płyta | - POL: 20 000+ | Kosh                    |
| 2020 | „Tak bardzo” (Oki, gościnnie: Dziarma)                     | 46                          |                        |                | 77747mixtape            |
| 2021 | „Wino” (Szpaku, gościnnie: Dziarma)                        | 29                          | - POL: platynowa płyta | - POL: 20 000+ | Różowa pantera          |
| 2021 | „Nieważne” (Hodak i 2K, gościnnie: Dziarma)                | 41                          | - POL: złota płyta     | - POL: 25 000+ | Moody Tapes, Volume One |
| 2022 | „Money Move” (Miły ATZ, gościnnie: Dziarma)                | –                           |                        |                | Roller                  |
| 2023 | „Ciepło – zimno” (oraz Oki)                                | 54                          |                        |                | club2020                |
| 2023 | „Cypher2022”                                               | 9                           | - POL: złota płyta     | - POL: 25 000+ | club2020                |
| 2023 | „Candy flip” (oraz Margaret, Young Leosia)                 | 59                          |                        |                | club2020                |
| 2023 | „Tsunami” (LXS, Lena Osińska, Steez83, gościnnie: Dziarma) | –                           |                        |                | Anima                   |
| 2023 | „Warsau” (Holak, gościnnie: Dziarma)                       | –                           |                        |                | Saska Butik             |
| 2025 | "Przyjedź" (Dominika Płonka, gościnnie: Dziarma)           | –                           |                        |                | Dominika Daniela        |

## Teledyski
| Rok       | Tytuł                          | Reżyseria                      | Źródło |
| --------- | ------------------------------ | ------------------------------ | ------ |
| 2014      | „Mogę wszystko, nic nie muszę” | Grupa 13                       | [ 34 ] |
| 2014      | „Drop, drop”                   | Grupa 13                       | [ 35 ] |
| 2015      | „Blisko mnie”                  | Jacek Kościuszko               | [ 36 ] |
| 2016      | „Incomplete”                   | Jurek Benger                   | [ 12 ] |
| 2017      | „Kawaii”                       | Michał Pańszczyk               | [ 37 ] |
| 2018      | „Coolaid”                      | H D S C V M                    | [ 38 ] |
| 2019      | „Plik”                         | Jakub Bors                     | [ 39 ] |
| 2021      | „Czarny bez”                   | H D S C V M                    | [ 40 ] |
| 2021      | „Drzazga”                      | Hien Dinh Ngoc                 | [ 41 ] |
| 2021      | „Cake”                         | Moher.                         | [ 42 ] |
| 2024      | „Wifey”                        | HXK                            | [ 43 ] |
| 2024      | „Ponad chmurami”               | –                              | [ 43 ] |
| 2024      | „Chłopaki płaczą”              | Łukasz Jasiukowicz, Anna Szwec | [ 43 ] |
| 2024      | „Śpię sama”                    | –                              | [ 43 ] |
| Gościnnie |                                |                                |        |
| 2011      | „Gildia słów”                  | Matt Productions               | [ 44 ] |
| 2018      | „Placebo”                      | Michał Pańszczyk               | [ 17 ] |

## Nagrody i nominacje
| Rok  | Konkurs                 | Kategoria                               | Rezultat  | Źródło |
| ---- | ----------------------- | --------------------------------------- | --------- | ------ |
| 2015 | Young Stars Awards 2015 | Debiut roku                             | Wygrana   | [ 45 ] |
| 2015 | Eska Music Awards 2015  | Najlepszy radiowy debiut                | Nominacja |        |
| 2025 | Popkillery              | Album Roku (Wifey Mixtape)              | Nominacja | [ 46 ] |
| 2025 | Popkillery              | Raperka Roku                            | Nominacja | [ 46 ] |
| 2025 | Popkillery              | Newschoolowy Album Roku (Wifey Mixtape) | Nominacja | [ 46 ] |
| 2025 | Popkillery              | Okładka/Wydanie Roku (Wifey Mixtape)    | Nominacja | [ 46 ] |